# Estátua de Millicent Fawcett
A estátua de Millicent Fawcett na Praça do Parlamento, em Londres, homenageia a líder sufragista britânica e ativista social Millicent Fawcett. Foi feita em 2018 por Gillian Wearing. Seguindo uma campanha e petição da ativista Caroline Criado Perez, a criação da estátua foi endossada pela Primeira-Ministra do Reino Unido, Theresa May, e pelo Prefeito de Londres, Sadiq Khan. A estátua, o primeiro monumento de uma mulher e também a primeira escultura realizada por uma mulher na Praça do Parlamento, foi financiada pelo Centenary Fund do governo, que assinala os 100 anos desde que mulheres conquistaram o direito de voto. O memorial foi inaugurado em 24 de abril de 2018.

## Descrição
A estátua de bronze retrata Millicent aos 50 anos, quando se tornou presidenta da União Nacional das Sociedades de Sufrágio Feminino (NUWSS). A figura segura uma faixa onde se lê COURAGE/ CALLS TO/ COURAGE/ EVERYWHERE (em inglês, a coragem conclama a coragem, em todo lugar), um trecho de um discurso que Fawcett proferiu em 1920. Ela usa traje típico da época, com sobretudo e vestido longo. A artista integrou o padrão e a textura do tecido 'tweed ao bronze do traje. A Fawcett Society emprestou uma joia de Fawcett para Wearing, que escaneou o broche e o incorporou ao desenho da estátua.
O design inicial foi modificado seguindo recomendações de membros do Conselho Municipal de Westminster, pois eles sentiram que a placa que Fawcett segurava a fazia parecer como se estivesse pendurando roupa para secar. Wearing modificou seu design para mover as mãos de Fawcett para os cantos da placa e abaixou e achatou a própria placa.

### Lista de gravuras
Os nomes e imagens de 59 mulheres e quatro homens que apoiaram o sufrágio feminino aparecem no pedestal da estátua:
- Louisa Garrett Anderson
- Dame Margery Corbett Ashby
- Margaret Ashton
- Minnie Baldock
- Frances Balfour
- Lydia Becker
- Rosa May Billinghurst
- Teresa Billington-Greig
- Helen Blackburn
- Ada Nield Chew
- Frances Power Cobbe
- Jessie Craigen
- Emily Wilding Davison
- Charlotte Despard
- Flora Drummond
- Elizabeth Clarke Wolstenholme Elmy
- Isabella Ford
- Henrietta Franklin
- Mary Gawthorpe
- Eva Gore-Booth
- Anna Haslam
- Claude Hinscliff
- Laurence Housman
- Edith How-Martyn
- Elsie Inglis
- Annie Kenney
- George Lansbury
- Minnie Lansbury
- Mary Lowndes
- Mary Macarthur
- Margaret Mackworth, 2nd Viscountess Rhondda
- Chrystal Macmillan
- Catherine Marshall
- Eva McLaren
- Priscilla Bright McLaren
- Dora Montefiore
- Edith Mansell Moullin
- Catherine Osler
- Maud Palmer, Countess of Selborne
- Adela Pankhurst
- Dame Christabel Pankhurst
- Emmeline Pankhurst
- Sylvia Pankhurst
- Emmeline Pethick-Lawrence
- Frederick Pethick-Lawrence
- Agnes Pochin
- Eleanor Rathbone
- Sarah Reddish
- Annot Robinson
- Esther Roper
- Lolita Roy
- Agnes Maude Royden
- Julia Scurr
- Hanna Sheehy-Skeffington
- Sophia Duleep Singh
- Nessie Stewart-Brown
- Ray Strachey
- Helena Swanwick
- Ellen Wilkinson.[7][13][9]

## Campanha por uma mulher na Praça do Parlamento

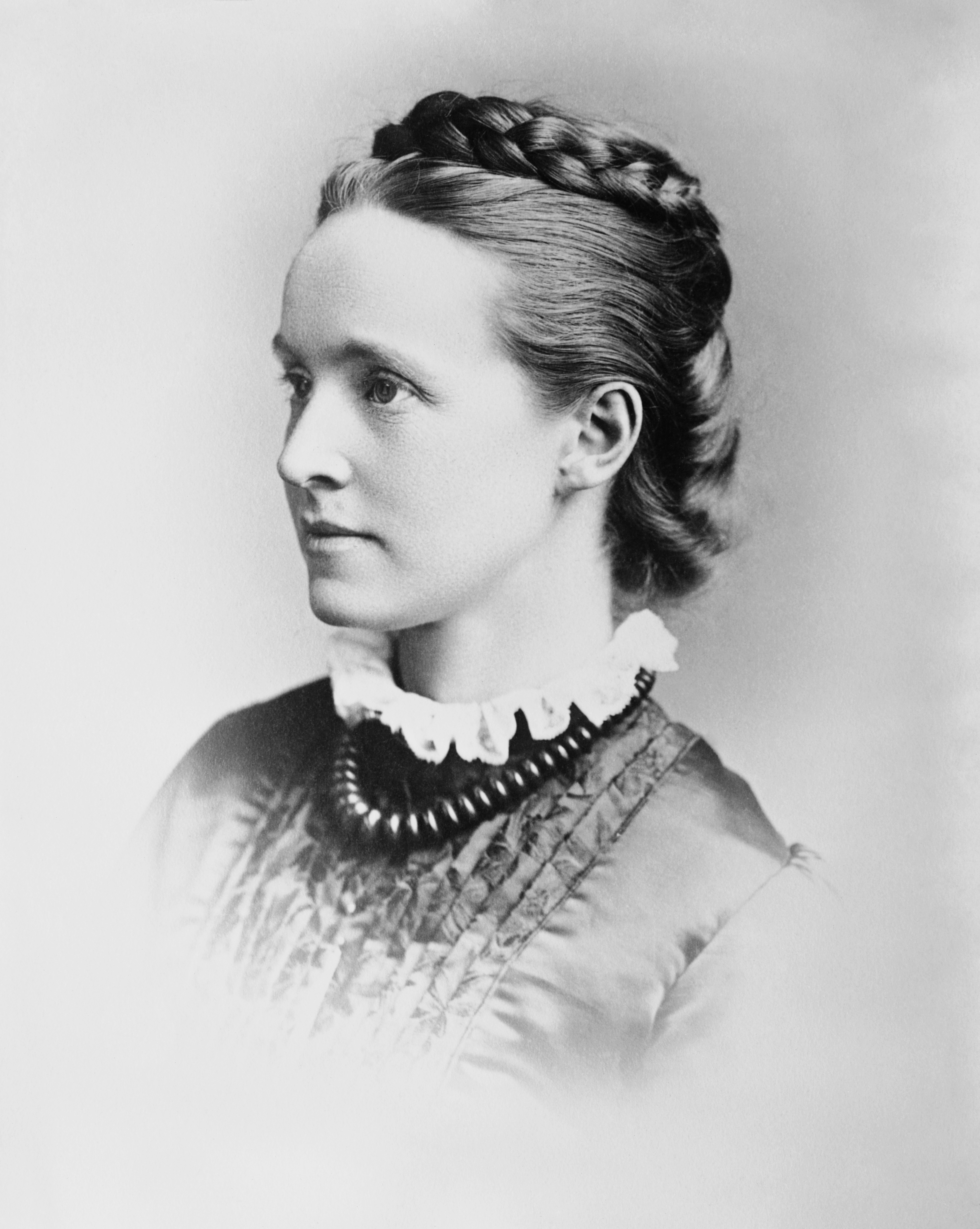
Millicent Fawcett

A ativista feminista e jornalista Caroline Criado Perez iniciou uma campanha para instalar uma estátua de uma mulher na Praça do Parlamento em 8 de março ( Dia Internacional da Mulher ) de 2016, após perceber enquanto corria naquele dia que todas as estátuas existentes na praça eram de homens. Criado Perez havia iniciado a campanha de 2013 para adicionar uma mulher às notas britânicas, após Elizabeth Fry ter sido substituída por Winston Churchill na nota de 5 libras. Logo depois o Banco da Inglaterra anunciou que Jane Austen apareceria na nova nota de 10 libras.
A campanha pedia que uma estátua de uma sufragista fosse colocada na Praça do Parlamento a tempo do centenário da Lei da Representação do Povo de 1918. Após algumas pesquisas, Criado Perez descobriu que apenas 2,7 por cento das estátuas no Reino Unido eram de mulheres individuais que não eram membros da família real britânica. Em 10 de maio de 2016, para lançar a campanha, foi escrita uma carta aberta ao novo prefeito de Londres, Sadiq Khan, assinada por 42 mulheres proeminentes, solicitando uma estátua de uma sufragista na Praça do Parlamento até fevereiro de 2018. Khan concordou rapidamente com uma nova estátua sufragista, mas não se comprometeu com a Praça do Parlamento e, em vez disso, disse que as autoridades iriam "explorar um local adequado para a estátua".
Uma petição online para a estátua da sufragista recebeu 74 000 assinaturas. O documento foi apresentado ao Parlamento em 7 de junho, num evento organizado pela Fawcett Society. Ao mesmo tempo, Criado Perez afirmou que apoiava Millicent Fawcett como tema da estátua, acrescentando que "É chocante que ela ainda não tenha uma estátua própria - e a Praça do Parlamento é o lugar óbvio para ela estar. Não numa esquina ou numa estrada. Nada menos do que a Praça do Parlamento servirá."
Em 2 de abril de 2017, foi anunciado que uma estátua de Fawcett seria erguida na Praça do Parlamento. A primeira-ministra, Theresa May, disse após o anúncio: “O exemplo que Millicent Fawcett deu pela luta por igualdade continua a inspirar a batalha contra as injustiças ardentes de hoje. É certo e apropriado que ela seja homenageada na Praça do Parlamento ao lado de antigos líderes que mudaram o nosso país." A Comissão da Estátua do Sufrágio selecionou Gillian Wearing, ex-vencedora do Prêmio Turner, para criar a estátua financiada pelo Fundo Centenário do Governo.
A estátua fez parte da série de encomendas artísticas 14-18 NOW que marcaram as comemorações do centenário da Primeira Guerra Mundial

### Campanhas rivais

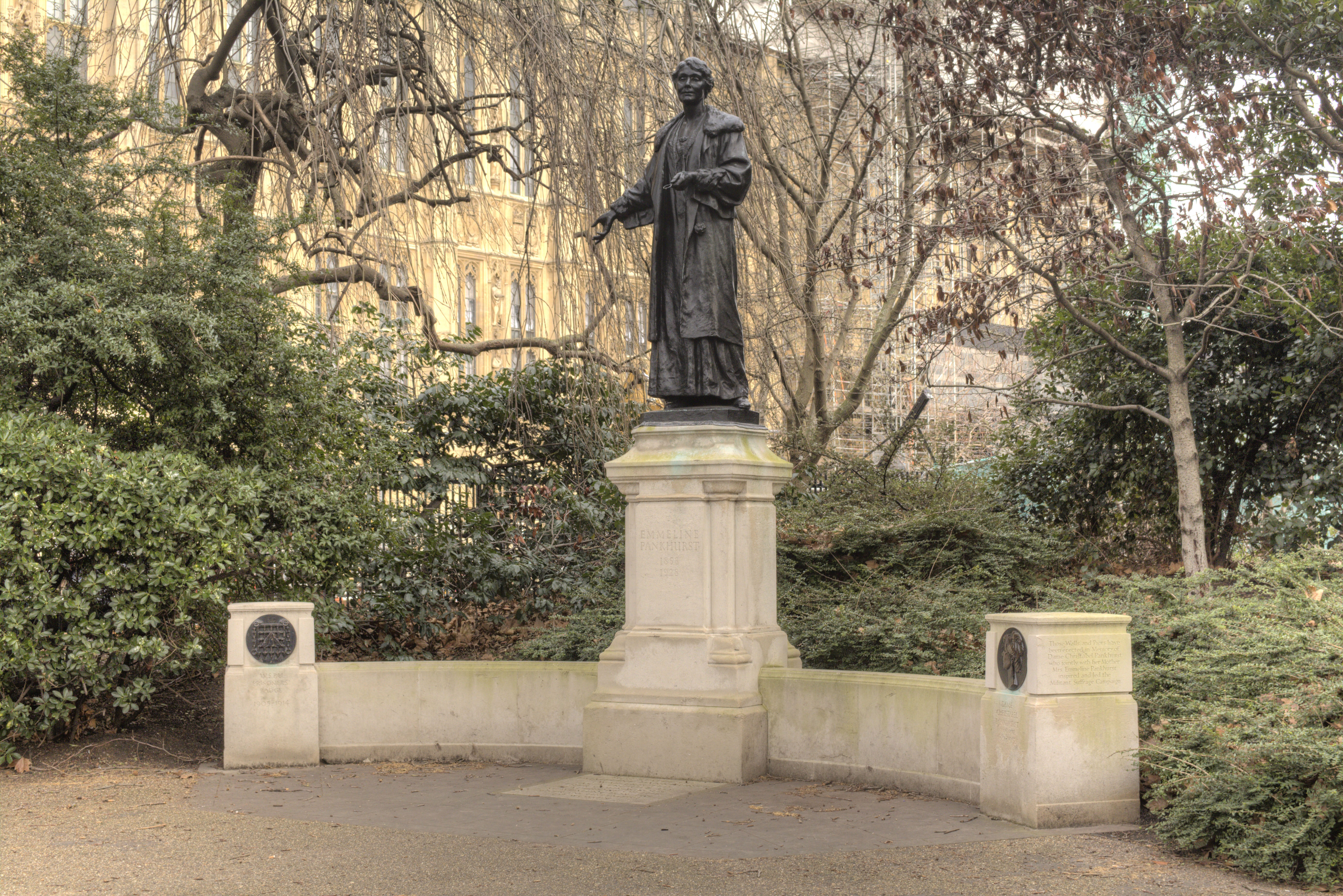
Memorial Emmeline e Christabel Pankhurst em Victoria Tower Gardens em 2015

Além da campanha por uma estátua de Fawcett, existia uma campanha rival para instalar uma estátua de Emmeline Pankhurst na Praça do Parlamento, que começou em 2014. Esta campanha foi apoiada pelo ex-primeiro-ministro David Cameron, pelo ex- deputado Neil Thorne, pela líder da Câmara dos Comuns Andrea Leadsom e pela primeira mulher presidente da Câmara dos Comuns Betty Boothroyd. Uma estátua existente de Pankhurst, o Emmeline and Christabel Pankhurst Memorial, está localizada nos Victoria Tower Gardens, próximo ao Palácio de Westminster, desde 1958. A campanha de Pankhurst inicialmente tentou mover essa estátua para a Praça do Parlamento, mas descobriu que ela era pequena demais para ser colocada lá. A campanha contratou a escultora Angela Conner para produzir uma estátua alta de Pankhurst. Foram realizadas discussões sobre a instalação de um par de estátuas na praça, retratando Fawcett e Pankhurst.
Os ativistas das duas campanhas sufragistas se reuniram, mas depois que Thorne obteve o acordo inicial do Conselho Municipal de Westminster para colocar duas estátuas, a campanha de Fawcett recusou após uma segunda reunião entre as partes. Criado Perez disse que “não estava preparada para comprometer o ponto central da campanha, que era ter uma estátua para uma nova mulher e ter uma na frente e no centro”, e temia que um par de estátuas fosse apresentado de modo menos proeminente na praça do que uma única. A decisão foi tomada pela Câmara Municipal de Westminster em favor da estátua de Fawcett.
Thorne disse que, após a decisão, a estátua de Pankhurst criada para a Praça do Parlamento seria colocada por enquanto no Cemitério de Brompton, local de seu enterro, enquanto uma decisão sobre os Victoria Tower Gardens era tomada. Além da discussão sobre a estátua das sufragistas, iniciou-se uma nova campanha, para que uma estátua da ex-primeira-ministra Margaret Thatcher fosse erguida na Praça do Parlamento. O Conselho recusou o pedido porque não cumpria a regra dos 10 anos (um mínimo de 10 anos devem decorrer após a morte do sujeito) e que a família Thatcher se opôs ao projeto. Outras estátuas de Thatcher existem em Londres: a do Guildhall foi decapitada em 2002, e no ano seguinte outra foi encomendada para o interior do Palácio de Westminster. Há defesas para outras estátuas, mas de cunho radical: Mary Wollstonecraft, Sylvia Pankhurst ou Emily Davison.

## Revelação

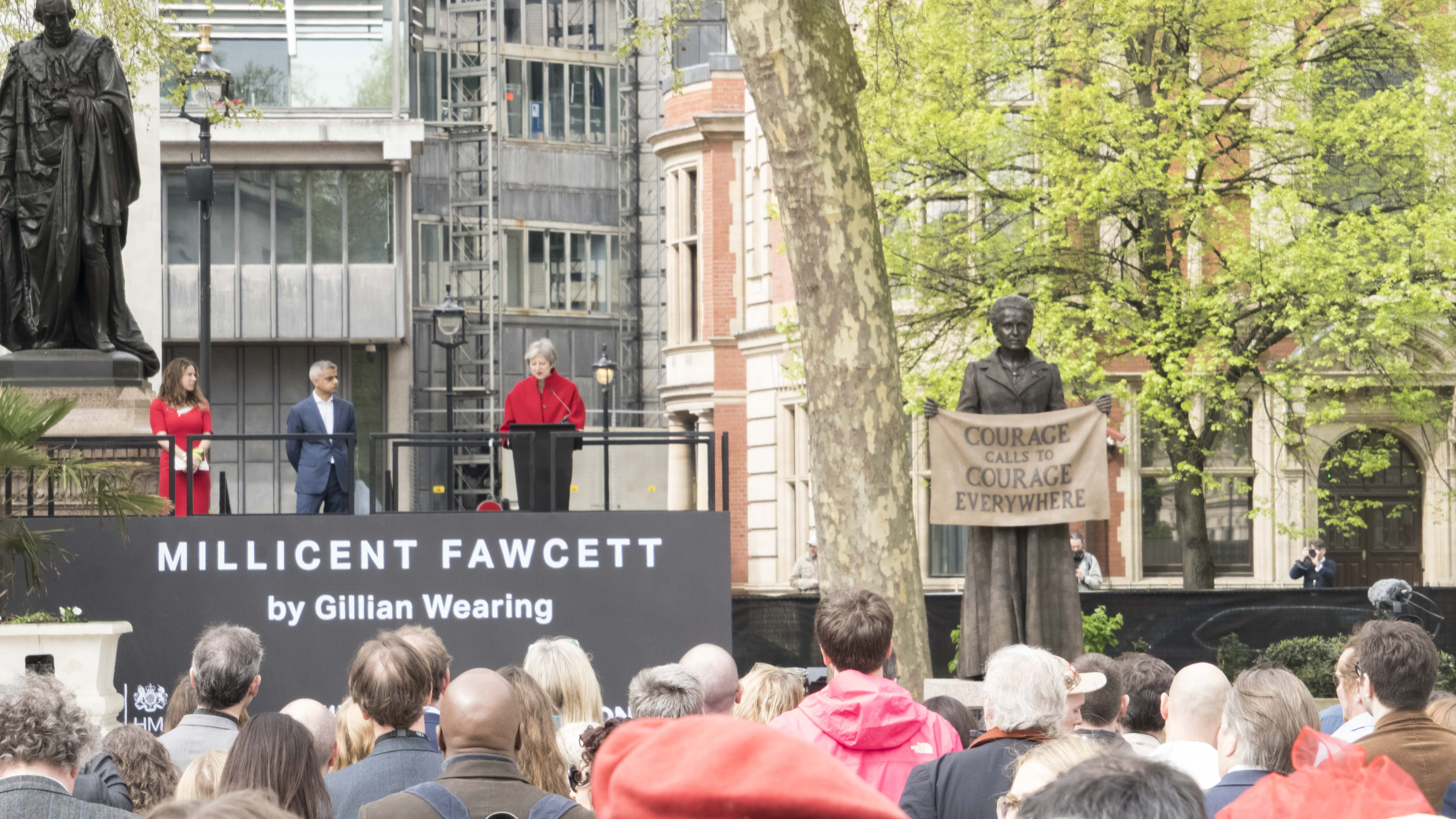
Theresa May discursando na inauguração da estátua

Em 24 de abril de 2018, a estátua foi inaugurada em uma cerimônia de uma hora com a participação da primeira-ministra, do prefeito de Londres, de crianças em idade escolar e de coros. A inauguração em si foi realizada por três gerações de mulheres: Jennifer Loehnis (descendente de Fawcett), Criado Perez, Justine Simons (vice-prefeita para a Cultura e Indústrias Criativas) e duas estudantes da Millbank Academy em Westminster, e Platanos College, Lambeth. No evento, May homenageou o trabalho de Fawcett não apenas por conseguir o voto para mulheres, mas por permitir que ela e outras deputadas assumissem seus cargos no Parlamento.
Criado Perez classificou a inauguração da estátua como "um grande começo" para aumentar a representação das mulheres em toda a Grã-Bretanha, tanto nas esferas culturais quanto nas políticas. Opiniões semelhantes foram apoiadas por Khan, pelo líder do Partido Trabalhista Jeremy Corbyn e pela ex-vice-líder trabalhista Harriet Harman, que sugeriram que as estátuas masculinas da praça fossem temporariamente transferidas para outro lugar em Londres para permitir que houvesse apenas estátuas femininas na praça.

## Reação
O editor de artes da BBC News, Will Gompertz, deu cinco estrelas à estátua em sua crítica. Ele disse que antes da inauguração, as únicas estátuas que se destacavam na praça eram as de Winston Churchill e David Lloyd George, mas isso mudou com a chegada da estátua de Fawcett. Ele deu crédito à campanha de Criado Perez e disse que a execução por Wearing foi “excepcional”. Gompertz elogiou a concepção geral do design e disse que o cartaz era atraente. Ele sugeriu que o design foi influenciado pelo trabalho de Wearing no início dos anos 1990, Signs That Say What You Want Them To Say And Not Signs That Say What Someone Else Wants You To Say, no qual ela tirou uma série de fotos de estranhos segurando seus pensamentos pessoais em peças de cartão branco. No geral, ele sentiu que a estátua teve tal impacto que mudou o contexto da Praça do Parlamento, dizendo que "A estátua de Fawcett faz a maioria das outras obras parecerem ridículas ou pomposas, ou ambas" (exceto sua vizinha imediata, a estátua de Gandhi, segundo ele) e que deu à área um ponto focal que faltava desde o fim do protesto pela paz de Brian Haw.